# NHKバーチャル紅白歌合戦
『NHKバーチャル紅白歌合戦』（エヌエイチケイバーチャルこうはくうたがっせん）は、2020年（令和2年）1月1日にNHK総合テレビジョンで放送された音楽特別番組。バーチャルYouTuberで構成された紅組と、実在の歌手で構成された白組に分かれ行われた。

## 出場歌手
紅組、      白組、      特別企画。
| 曲順 | 組   | アーティスト名                      | 曲目                     |
| ---- | ---- | ----------------------------------- | ------------------------ |
| 1    | 紅   | HIMEHINA                            | ヒトガタ Rock ver.       |
| 2    | 白   | 西川貴教                            | Bright Burning Shout     |
| 3    | 紅   | 樋口楓                              | 空色デイズ               |
| 4    | 白   | スカイピース                        | 雨が降るから虹が出る     |
| 5    | 紅   | ピンキーポップヘップバーン          | 宿命                     |
| 6    | 白   | オーイシマサヨシ                    | ようこそジャパリパークへ |
| 7    | 紅   | Punky Fine featuring 電脳少女シロ   | WON'T BE LONG            |
| 8    | 白   | 森口博子                            | 水の星へ愛をこめて       |
| 企画 | 企画 | アムラ（安室奈美恵の歌真似）        | Hero                     |
| 企画 | 企画 | 杉野ひろし（星野源の歌真似）        | 恋                       |
| 企画 | 企画 | カトリーナ陽子（山口百恵の歌真似）  | プレイバックPart2        |
| 企画 | 企画 | 筍（鈴木雅之の歌真似）              | 夢で逢えたら             |
| 企画 | 企画 | 一木ひろし（五木ひろしの歌真似）    | よこはま・たそがれ       |
| 企画 | 企画 | Mr.シャチホコ（和田アキ子の歌真似） | あの鐘を鳴らすのはあなた |

| 曲順 | 組 | アーティスト名 | 曲目                             |
| ---- | -- | -------------- | -------------------------------- |
| 9    | 白 | りんごちゃん   | 贈る言葉                         |
| 10   | 紅 | アイドル部     | 昭和・平成アイドルソングメドレー |
| 11   | 紅 | 富士葵         | 愛燦燦                           |
| 12   | 白 | 細川たかし     | 宇宙戦艦ヤマト                   |
| 13   | 紅 | Kizuna AI      | AIAIAI                           |
| 14   | 紅 | 紅組の皆さん   | パプリカ                         |
| 15   | 白 | 高橋洋子       | （メドレー名無し）               |

## 司会者
- 紅組 - 小田切千[1]
- 白組 - 赤木野々花[1]

## ゲスト出演者
- Minami、ピーナッツくん、甲賀流忍者!ぽんぽこ - 西川貴教の応援[3]。
- 長谷川敬タ、KUROKEN - 高橋洋子のバックダンサー。
- 月ノ美兎、白上フブキ - 副音声『バーチャル・ウラトーク』担当[1]。
- アメリカザリガニ - 終了時にバーチャルYouTuber化した状態で出演。

## スタッフ
- 演出 - ウメショウゴ
- 構成 - つづき秀雄
- 取材 - 平田光一
- 技術 - 日高棚弘
- 撮影 - 小平智紀
- 音声 - 斉藤祐司郎
- 映像技術 - 林正知
- CG制作 - 富永竜二
- 編集 - 小川将司
- 映像デザイン - 荒木洋平
- 音響効果 - 加藤博紀
- 音源提供 - 第一興商
- プロデューサー - 佐藤芽生子
- 制作統括 - 米村裕子、太田豊紀、土橋圭介
- 制作 - NHKエンタープライズ
- 制作・著作 - NHK、LOGIC & MAGIC